# Yuchi Jingde
Yuchi Jingde (chinois traditionnel : 尉遲敬德 ; chinois simplifié : 尉迟敬德 ; pinyin : yùchí jìngdé), Yuchi Gong (尉遲恭 / 尉迟恭, yùchí gōng) ou Yuchi Rong (尉遲融 / 尉迟融, yùchí róng), né en 585 et décédé en 658, est un général chinois de la dynastie Tang.
Il est avec Qin Shubao, un autre général de cette dynastie, un des deux principaux Dieux des Portes des religions chinoises.